# 運命の森 (ゲームブック)
『運命の森』（うんめいのもり、英語：The Forest of Doom）はイギリスのゲームブック。著者はイアン・リビングストン。
『ファイティング・ファンタジー』シリーズ第3巻。原書は1983年にパフィンブックスより刊行され、2002年にウィザードブックスより再刊された。日本語版は1985年、松坂健による訳で社会思想社の現代教養文庫より刊行された。

## 概要
怪物が跋扈するファンタジー世界を舞台とし、剣を頼りに危難を切り抜けていく冒険者として活躍する作品。
ゲームシステムについてはファイティング・ファンタジー#システムを参照。
『火吹山の魔法使い』では地下迷宮、『バルサスの要塞』では城砦と閉鎖空間を舞台としてきた冒険は、本作品で森というオープンフィールドに踏み出す。また、善の魔術師ヤズトロモが初登場する。ヤズトロモは著者リビングストン自身がモデルといわれ、甘い物好きというお茶目な一面もあるが、イメージが固まる前なので日本語訳では自分を指して「おれさま」と語る尊大な人物として描かれている。
ゲームの冒頭でヤズトロモの提供するマジックアイテムを購入してから森の探索に向かうのだが、このアイテムは種類が豊富なわりにあまり有効には活用されていない。どのアイテムも特定の場面で一度しか使えないため、効能を覚えてから別の局面で経験を活かす、という使い方ができないのである。
また、森の中で発生するイベントもその場限りの襲撃や対立に終始し、印象に残るような人物は出てこない。そのため次々と戦いをこなしていく内容となり、リビングストンの作品が「戦闘指向」と評される原因となった。
本作品のストーリー性が薄くなった理由は、繰り返し遊ぶというパズル性を強調しているためである。森の構造は迷路状になっているうえ、適切な選択をしないと目的を果たせないまま通り抜けてしまい、その場合森の外を大回りしてスタート地点に戻ることになる。限りあるパラグラフの中で道筋を複雑化しているのに、それに加えて事件の中身まで膨らませてしまうと全体のバランスが崩壊するのは避けられない。ゆえに本作品のイベントは比較的簡単なものにせざるを得なかったのである。
『運命の森』での反省を活かし、この後リビングストンはパズル性に重きを置くのをやめ、内容をのびやかに表現する執筆姿勢へと移行することになる。

## あらすじ
丘トロールの脅威にさらされているストーンブリッジのドワーフのもとから、“戦いのハンマー” が奪われた。かのハンマーなくしては、ジリブラン王はストーンブリッジの民の戦意を維持することができない。だが、探索行に出たビッグレッグは、トロールの襲撃を受けて道半ばで斃れる。
偶然ビッグレッグの最期に立ち会った旅の冒険者は、褒賞目当てにドワーフの使命を引き継ぐことを誓う。ビッグレッグの遺言に従って会いに行った魔術師ヤズトロモによれば、ハンマーは頭と柄の2つに分かれ、危険なダークウッドの森のどこかに隠されているという。

## 他媒体展開
- 1984年、ZX Spectrumおよびコモドール64向けにコンピュータゲームが発売された。日本語版はない。
- 2004年、Myriadorよりd20システム用シナリオが発売された。日本語版は国際通信社より発売。

## 書誌情報
- 『運命の森』社会思想社〈現代教養文庫〉、1985年7月。ISBN 4-390-11123-X
  - 著：イアン・リビングストン / 表紙イラスト：イアン・マッケイ / 本文イラスト：マルコム・バーター / 訳：松坂健
- 『運命の森』国際通信社、2006年2月。ISBN 4-434-06143-7
  - 翻案：ジェイミー・ウォーリス / 訳：待兼音二郎